# Peter Christian Knudsen
Peter Christian Knudsen (Randers, 23 november 1848 - Kopenhagen, 26 oktober 1910) was een Deens politicus.
Knudsen was voorzitter van de Socialdemokraterne van 1882 tot 1910. Hij was lid van het Deense parlement, (het Folketing), in 1898-1901 en 1902-1909.
- Gemeinsame Normdatei: 124447635
- International Standard Name Identifier: 0000 0000 5540 5006
- Library of Congress Control Number: n84044894
- Nationale Bibliotheek van Tsjechië: skuk0000693
- Nederlandse Thesaurus van Auteursnamen: 069721572
- Virtual International Authority File: 8321396
- WorldCat: E39PBJwhDdMwYxrWFXb9QgXw4q